# Bulbophyllum ledungense
Bulbophyllum ledungense là một loài phong lan thuộc chi Bulbophyllum.